# Howden Ganley
James Howden Ganley (Hamilton, 24 de dezembro de 1941) é um ex-piloto de Fórmula 1 neozelandês.

## Carreira
Ganley optou pela carreira de piloto com apenas 14 anos, após assistir o GP da Nova Zelândia de 1955. Em 1961 Ganley migrou para a Europa onde trabalhou como mecânico, conseguindo o dinheiro que mais tarde investiria na compra de um Brabham no ano de 1967 para iniciar sua carreira de piloto. Ingressou na Fórmula 1 no ano de 1971, pela equipe BRM. Logo nos primeiros anos obteve bons desempenhos como o 4° lugar no GP dos Estados Unidos de 1971, e repetido no ano seguinte no GP da Alemanha de 1972. Em 1973 competiu pela Iso Marlboro onde não obteve grandes resultados apesar de chegar a liderar o GP do Canadá de 1973, atingiu apenas um 6º lugar. Sua carreira estava próxima do fim no ano de 1974, pilotando pela March perdeu a vaga em apenas 2 corridas, fato que o fez aceitar um lugar na estreante equipe japonesa Maki onde sofreu um acidente nos treinos do GP da Alemanha de 1974, devido a problemas na suspensão, que feriu gravemente seus pés e o obrigou a abandonar a carreira de piloto.

## Pós Fórmula 1
No ano de 1974, Ganley juntamente com Tim Schenken, também ex-piloto de modalidade, fundaram a equipe Tiga Race Cars. O plano era de ingressa-la na Fórmula 1 na temporada de 1978 e tendo o piloto finlandês Mikko Kozarowitzky como condutor, porém a falta de investimento impossibilitou o projeto.

## Resultados na Fórmula 1[1]
| Ano  | Equipe                     | Chassi            | Motor                | 1         | 2         | 3         | 4         | 5         | 6         | 7         | 8         | 9       | 10        | 11        | 12        | 13       | 14      | 15       | Pontos | Posição |
| ---- | -------------------------- | ----------------- | -------------------- | --------- | --------- | --------- | --------- | --------- | --------- | --------- | --------- | ------- | --------- | --------- | --------- | -------- | ------- | -------- | ------ | ------- |
| 1971 | Yardley Team BRM           | BRM P153          | BRM P142 V12         | RSA Ret F | ESP 10 F  | MON NQ F  | NED 7 F   | FRA 10 F  | GBR 8 F   | GER Ret F |           |         |           |           |           |          |         |          | 5      | 15º     |
| 1971 | Yardley Team BRM           | BRM P160          | BRM P142 V12         |           |           |           |           |           |           |           | AUT Ret F | ITA 5 F | CAN DNS F | USA 4 F   |           |          |         |          | 5      | 15º     |
| 1972 | Marlboro BRM               | BRM P160B         | BRM P142 V12         | ARG 9 F   | RSA NC F  | ESP Ret F |           | BEL 8 F   | FRA DNS F | GBR       |           |         |           |           |           |          |         |          | 4      | 13º     |
| 1972 | Marlboro BRM               | BRM P180          | BRM P142 V12         |           |           |           | MON Ret F |           |           | GBR       |           |         |           |           |           |          |         |          | 4      | 13º     |
| 1972 | Marlboro BRM               | BRM P160C         | BRM P142 V12         |           |           |           |           |           |           | GBR       | GER 4 F   | AUT 6 F | ITA 11 F  | CAN 10 F  | USA Ret F |          |         |          | 4      | 13º     |
| 1973 | Frank Williams Racing Cars | Iso Marlboro FX3B | Ford Cosworth DFV V8 | ARG NC F  | BRA 7 F   | RSA 10 F  |           |           |           |           |           |         |           |           |           |          |         |          | 1      | 19º     |
| 1973 | Frank Williams Racing Cars | Iso Marlboro IR   | Ford Cosworth DFV V8 |           |           |           | ESP Ret F | BEL Ret F | MON Ret F | SWE 11 F  | FRA 14 F  | GBR 9 F | NED 9 F   | GER DNS F | AUT NC F  | ITA NC F | CAN 6 F | USA 12 F | 1      | 19º     |
| 1974 | March Engineering          | March 741         | Ford Cosworth DFV V8 | ARG 8 G   | BRA Ret G | RSA       | ESP       | BEL       | MON       | SWE       | NED       | FRA     |           |           | AUT       | ITA      | CAN     | USA      | 0      | NC      |
| 1974 | Maki Engineering           | Maki 701          | Ford Cosworth DFV V8 |           |           | RSA       | ESP       | BEL       | MON       | SWE       | NED       | FRA     | GBR NQ F  | GER NQ F  | AUT       | ITA      | CAN     | USA      | 0      | NC      |

## Resultados nas 24 Horas de Le Mans[2]
| Ano  | Equipe                   | Nº | Co-Pilotos           | Chassi                    | Pneus | Classe | Voltas | Posição | Posição Na Categoria |
| Ano  | Equipe                   | Nº | Co-Pilotos           | Motor                     | Pneus | Classe | Voltas | Posição | Posição Na Categoria |
| ---- | ------------------------ | -- | -------------------- | ------------------------- | ----- | ------ | ------ | ------- | -------------------- |
| 1972 | Equipe Matra-Simca Shell | 14 | François Cevert      | Matra-Simca MS670         | G     | S 3.0  | 333    | 2º      | 2º                   |
| 1972 | Equipe Matra-Simca Shell | 14 | François Cevert      | Matra 3.0L V12            | G     | S 3.0  | 333    | 2º      | 2º                   |
| 1973 | Gulf Research Racing     | 8  | Derek Bell           | Mirace M6                 | F     | S 3.0  | 163    | DNF     | DNF                  |
| 1973 | Gulf Research Racing     | 8  | Derek Bell           | Ford Cosworth DFV 3.0L V8 | F     | S 3.0  | 163    | DNF     | DNF                  |
| 1975 | Gelo Racing Team         | 59 | Tim Schenken         | Porsche 911 Carrera RSR   | G     | GT     | 106    | DNF     | DNF                  |
| 1975 | Gelo Racing Team         | 59 | Tim Schenken         | Porsche 3.0L F6           | G     | GT     | 106    | DNF     | DNF                  |
| 1976 | Gelo Racing Team         | 49 | Clemens Schickentanz | Porsche 911 Carrera RSR   | G     | Gr 5   | 74     | DNF     | DNF                  |
| 1976 | Gelo Racing Team         | 49 | Clemens Schickentanz | Porsche 3.0L F6           | G     | Gr 5   | 74     | DNF     | DNF                  |